# Lode Vereeck
Lode Vereeck, né le 23 janvier 1965 à Deurne, est un homme politique belge flamand, membre de Lijst Dedecker, dont il devient le président en 2010, à la suite de la démission de Jean-Marie Dedecker ; il passe en 2014 au OpenVLD.
Il est licencié en sciences économiques appliquées (université d'Anvers, 1987) ; doctorat en économie (université de Maastricht, 1993). En 1994, il est nommé professeur d'économie à l'université de Hasselt ; de 1998 à 2009 professeur invité à l'université de Buenos Aires (Universidad Torcuato di Tella) ; en 2004, il retourne à Hasselt et se spécialise en mobilité.
Lode est marié et père d'une fille.

## Fonctions politiques
- député au Parlement flamand :
  - du 7 juin 2009 au 24 janvier 2014 (LDD)
  - du 6 février 2014 au 24 mai 2014 (OpenVLD)
- sénateur coopté du 23 juin 2014